# Gato manês
O gato manês ou manx é uma raça de gato (Felis catus) originária da Ilha de Man cuja principal característica é a ausência de cauda.

## Características
Trata-se de uma raça com temperamento dócil e brincalhão. São gatos muito ativos e fortes, que possuem grandes habilidades de saltos, pulando a grandes alturas. Dotados de muita curiosidade, os gatos dessa raça são capazes de aprender a utilizarem suas patas para mover maçanetas de portas e abri-las com o  objetivo de entrar em um local que tenha algo que queiram.
Devido à características genéticas, esta raça pode ser facilmente reconhecida, uma vez que esses animais apresentam suas caudas suprimidas.